# Maskarada
Albums de Taraf de Haïdouks
Band of Gypsies
Maskarada est le septième album du groupe de musique tzigane Taraf de Haïdouks sorti le 25 juin 2007 sur le label Crammed Discs. Cet album reprend de nombreuses musiques traditionnelles roumaines (dont un certain nombre de musique tziganes) consignées au début du siècle par Béla Bartók et utilisées dans ses compositions ultérieures comme les Danses folkloriques roumaines.

## Titres
1. Ostinato & Romanian Dance
2. Lezghinka
3. Danza ritual del fuego
4. Waltz from Masquerade
5. In a Persian Market
6. De cînd ma aflat multimea
7. Romanian Folk Dances
8. Missing Dance
9. Asturias
10. Parca eu te-am vazut
11. Hora moldovenesca
12. Portes de la nuit
13. Parlapapup (Sa va spun de un Bautor)
14. Suita Maskaradâ

En bonus sur l'édition française :
1. Dehors, les ténèbres
2. Azi e nor maine - i senin